# Bengt-Olof Mattsson
Bengt-Olof Mattsson, född 15 augusti 1930 i Linköping,, död 2 december 2018 i Berlin, jur.kand. och sedermera överdirektör som hade en rad uppdrag inom det sociala området och särskilt handikappfrågor, bl.a. som sekreterare i utredningen "Kultur för alla" och som överdirektör på Statens handikappråd mellan åren 1986-91. På Socialdepartementet har han bl.a. varit kansliråd, departementsråd. 
Han kom att få en speciell plats inom den svenska dövrörelsen i Sverige. 
Under utredningen "Kultur för alla" besökte han tillsammans med andra inblandade i utredningen Sveriges Dövas Ungdomsförbund på Stockholms Dövas Förenings dåvarande sommaranläggning Solbacken. De ville diskutera dövas sociala och kulturella villkor. SDU föreslog att utredningen skulle åka ut själva och bilda sig en uppfattning om dövas situation. Sveriges Dövas Riksförbund hjälpte till att planera studiebesöken hos föreningarna. Bengt-Olof Mattsson blev då mycket intresserad av dövas situation och blev en återkommande gäst på olika arrangemang som dövrörelsen anordnade. Han blev förbundsordförande i Sveriges Dövas Riksförbund 1976-1980. Han var även med i Manillaskolans styrelse som ledamot. 
År 1997 tilldelades han som enda person det året Kruthmedaljen nummer 8 för hans insatser för dövrörelsen i Sverige. Utmärkelsen är den svenska dövrörelsens högsta och finaste utmärkelse. Den delas ut vart fjärde år till personer i Sverige som gjort värdefulla instanser för döva och teckenspråk.